# Cripsis

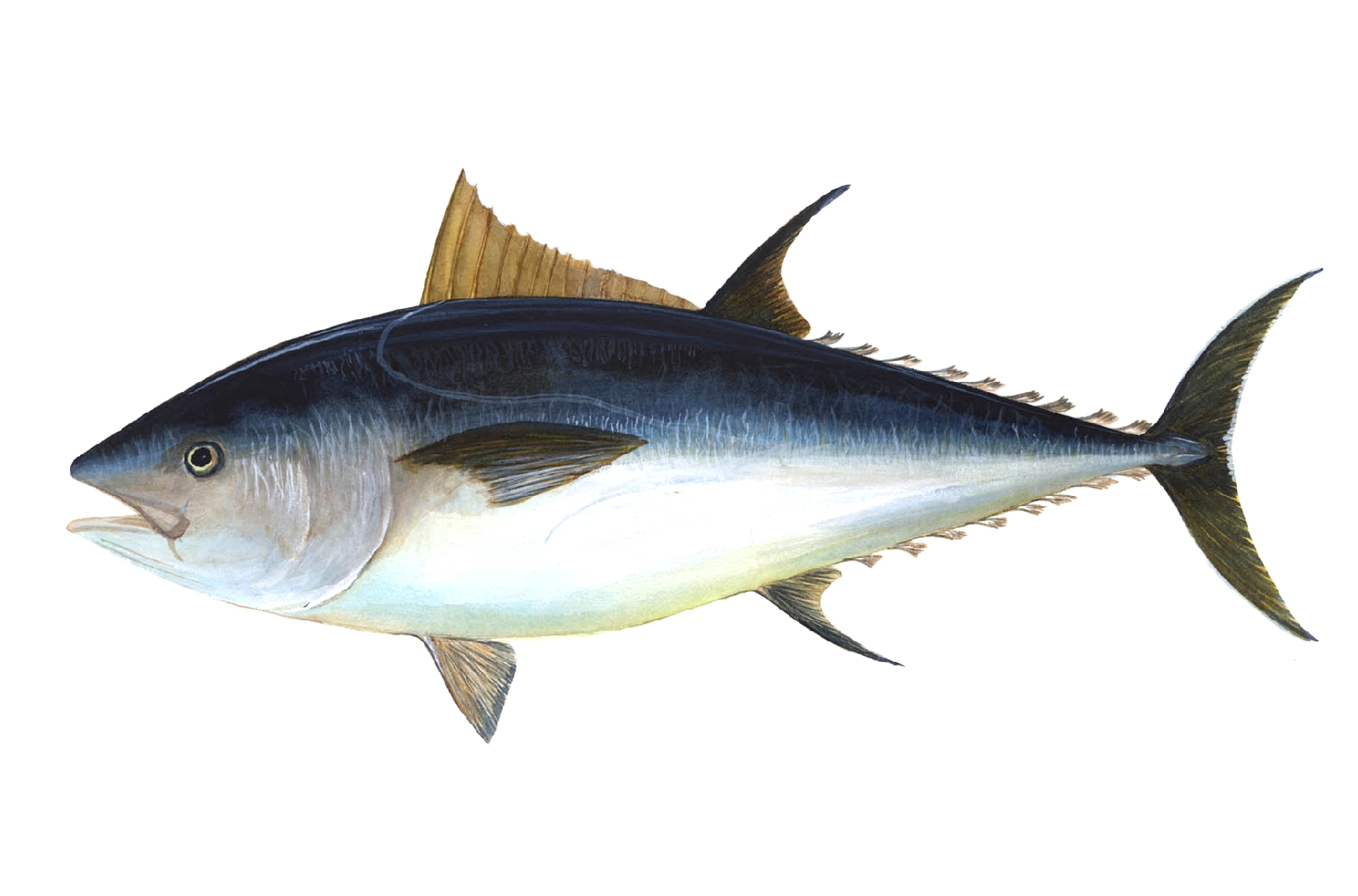
Atún. Atún Camaleón El color oscuro del dorso compensa la iluminación más intensa desde arriba. Por otro lado, el color claro del vientre rompe la silueta con la iluminación del sol cuando es mirado desde abajo.

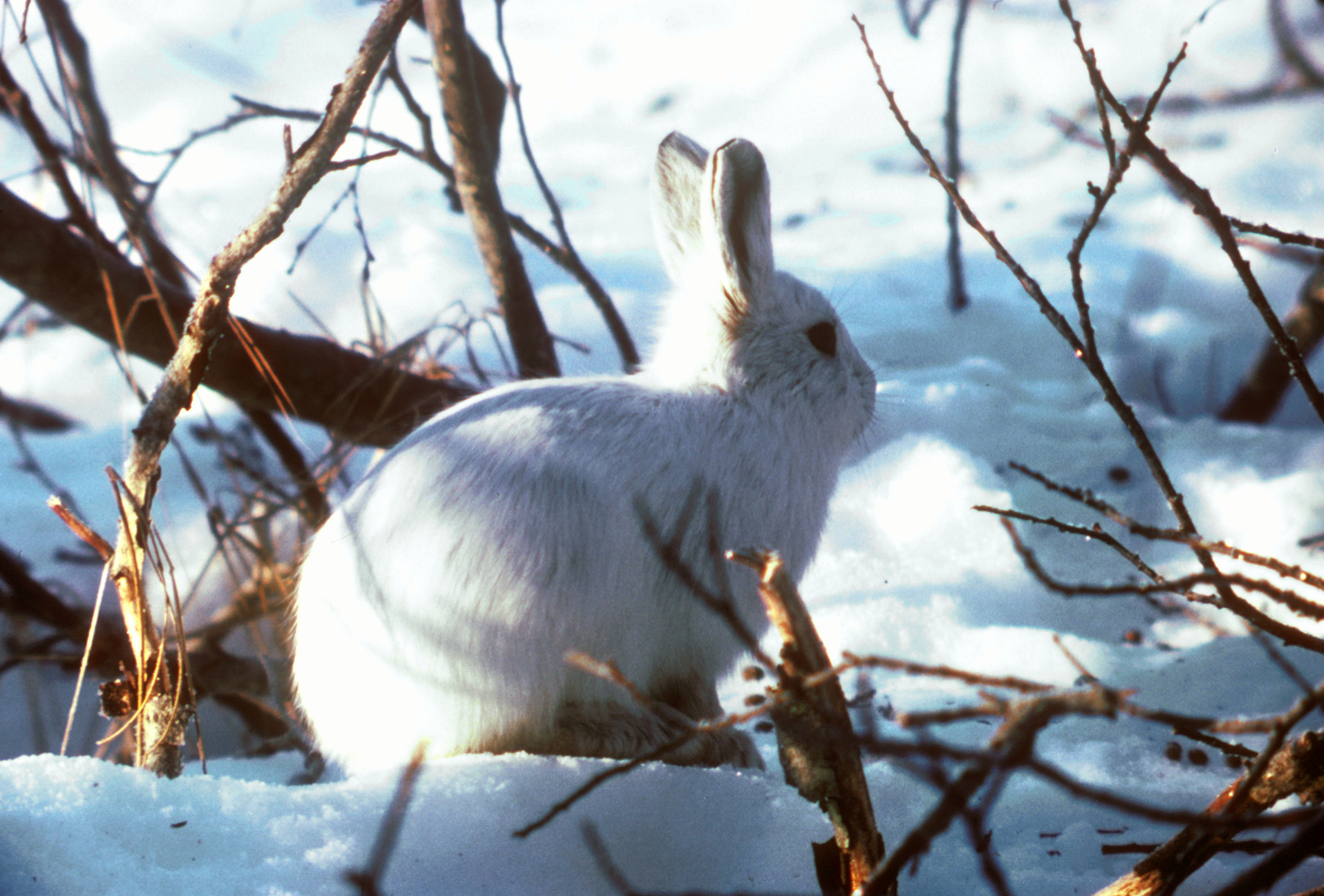
Liebre ártica en invierno.

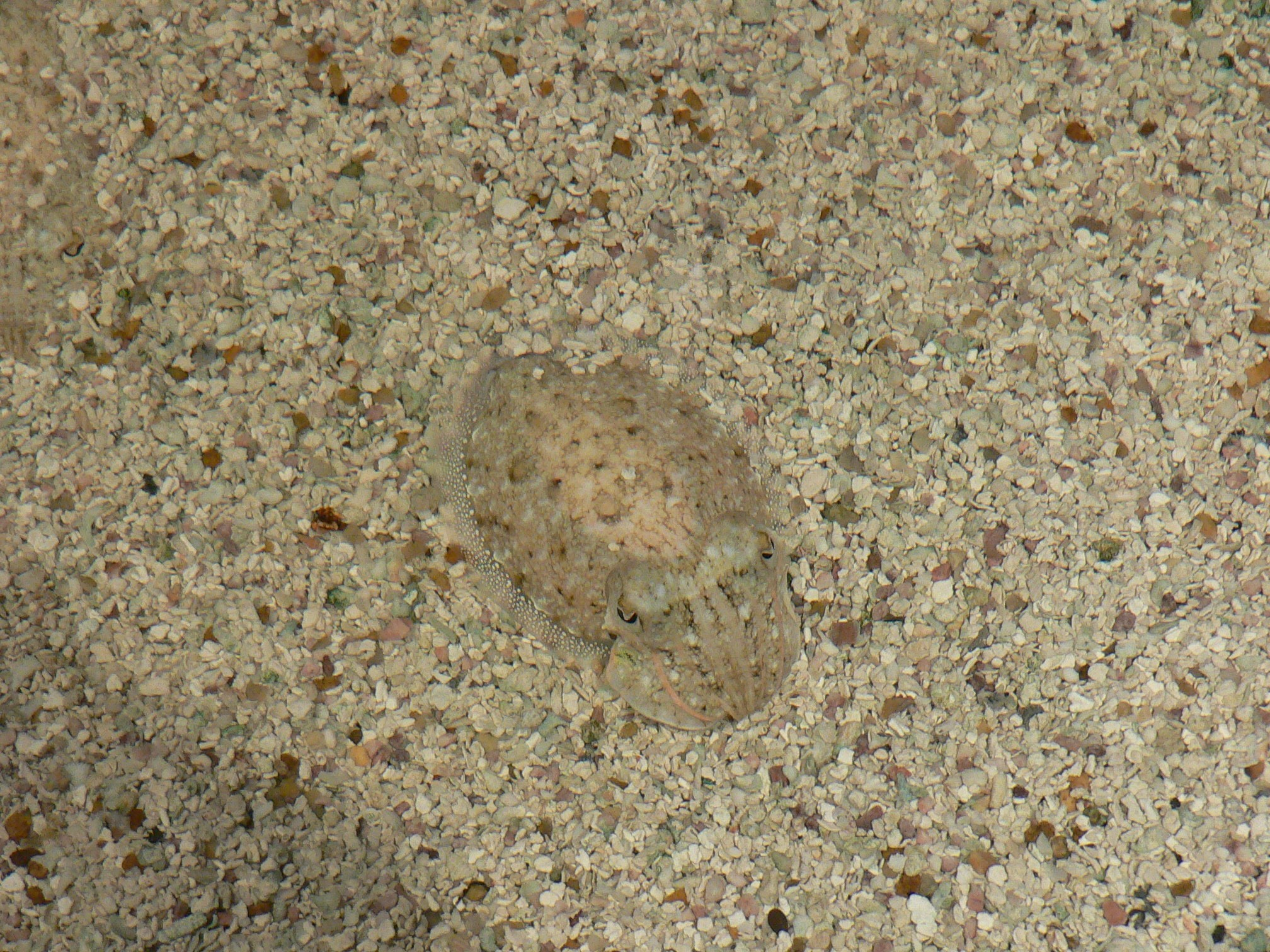
Sepia cuyo color y patrón mimetizan los del fondo en que se encuentra.

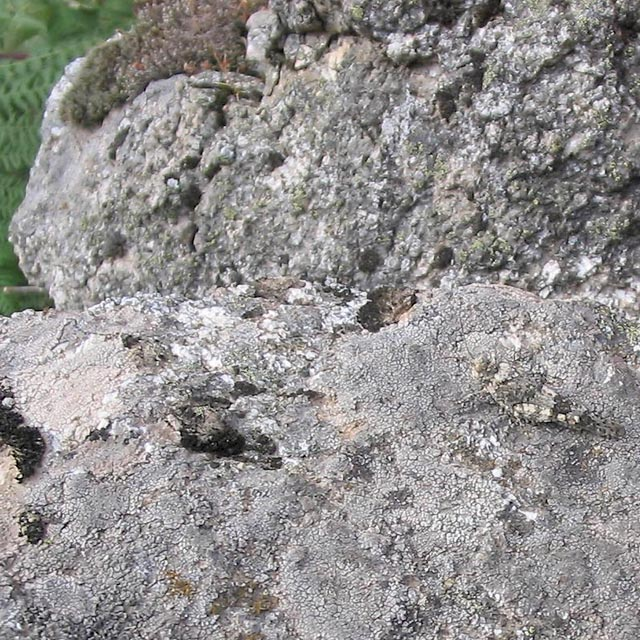
Color y textura contribuyen a ocultar la presencia de Oedipoda sp.

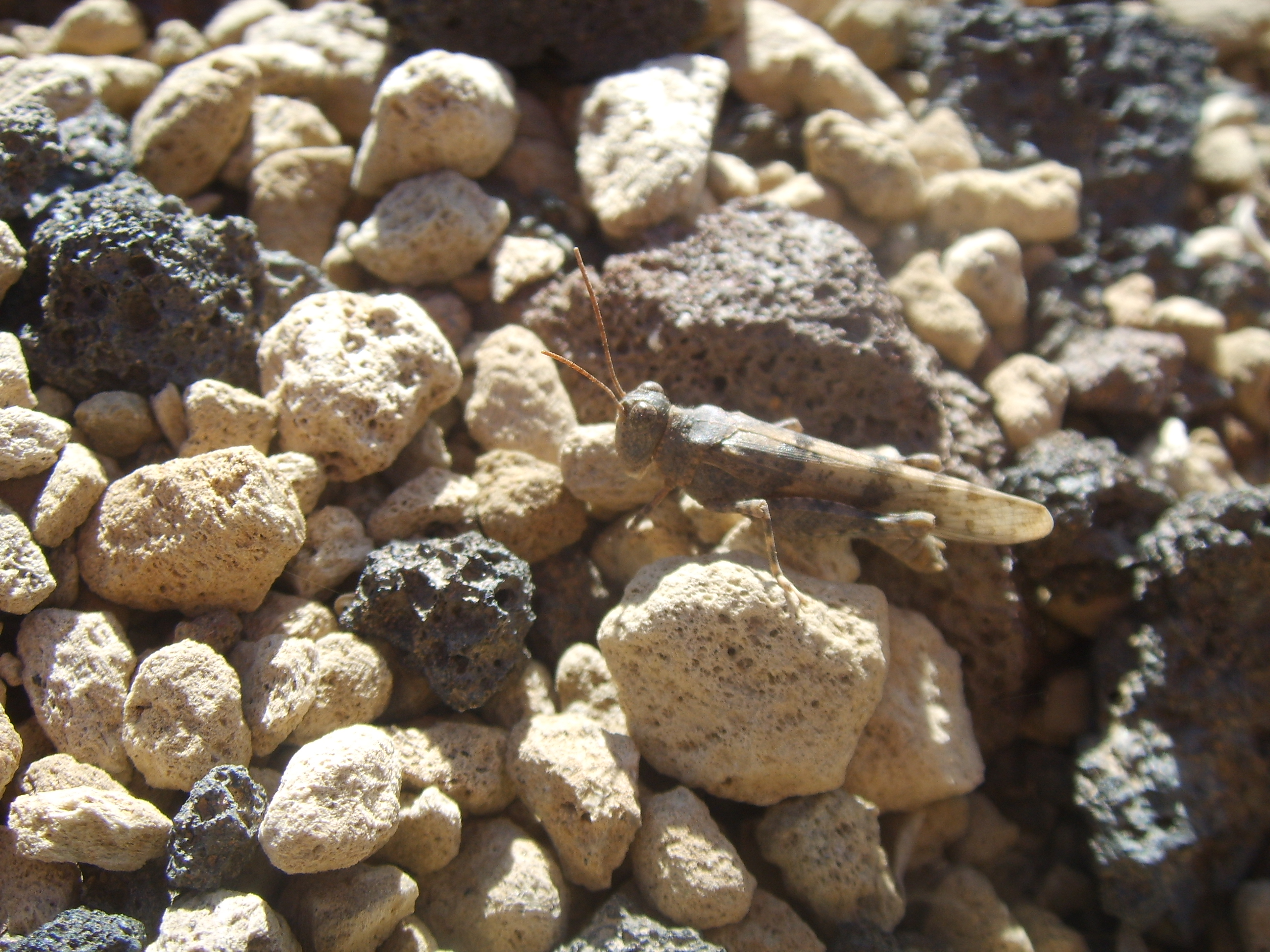
Saltamontes camuflado.

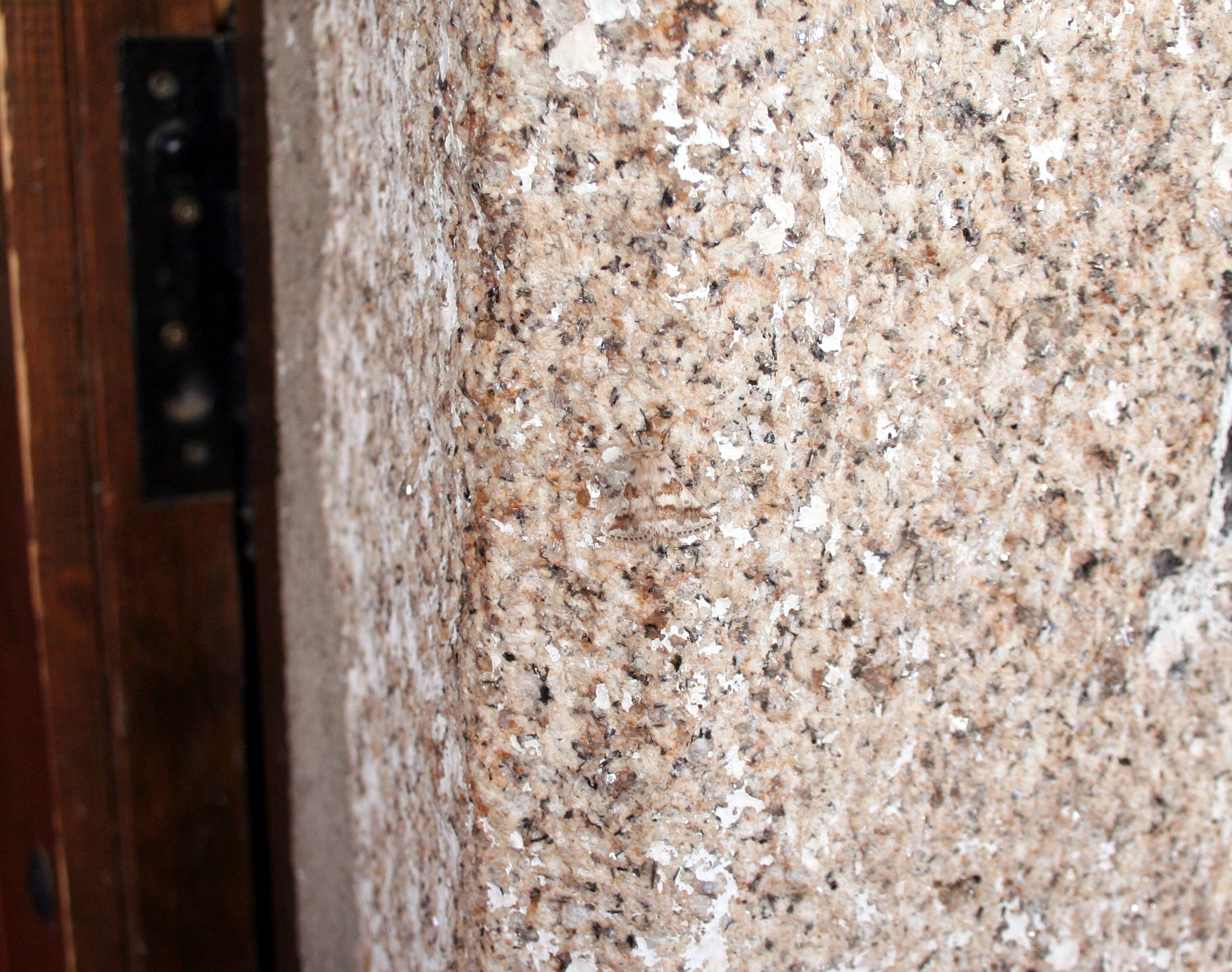
Polilla nocturna camuflada.

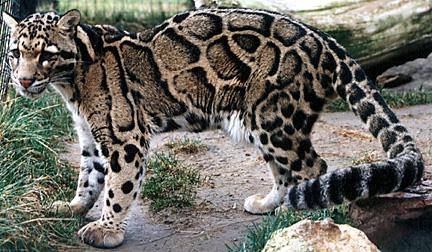
Pantera nebulosa (Neofelis nebulosa), cuya capa produce una imagen confusa de luces y sombras que la hace difícil de detectar.

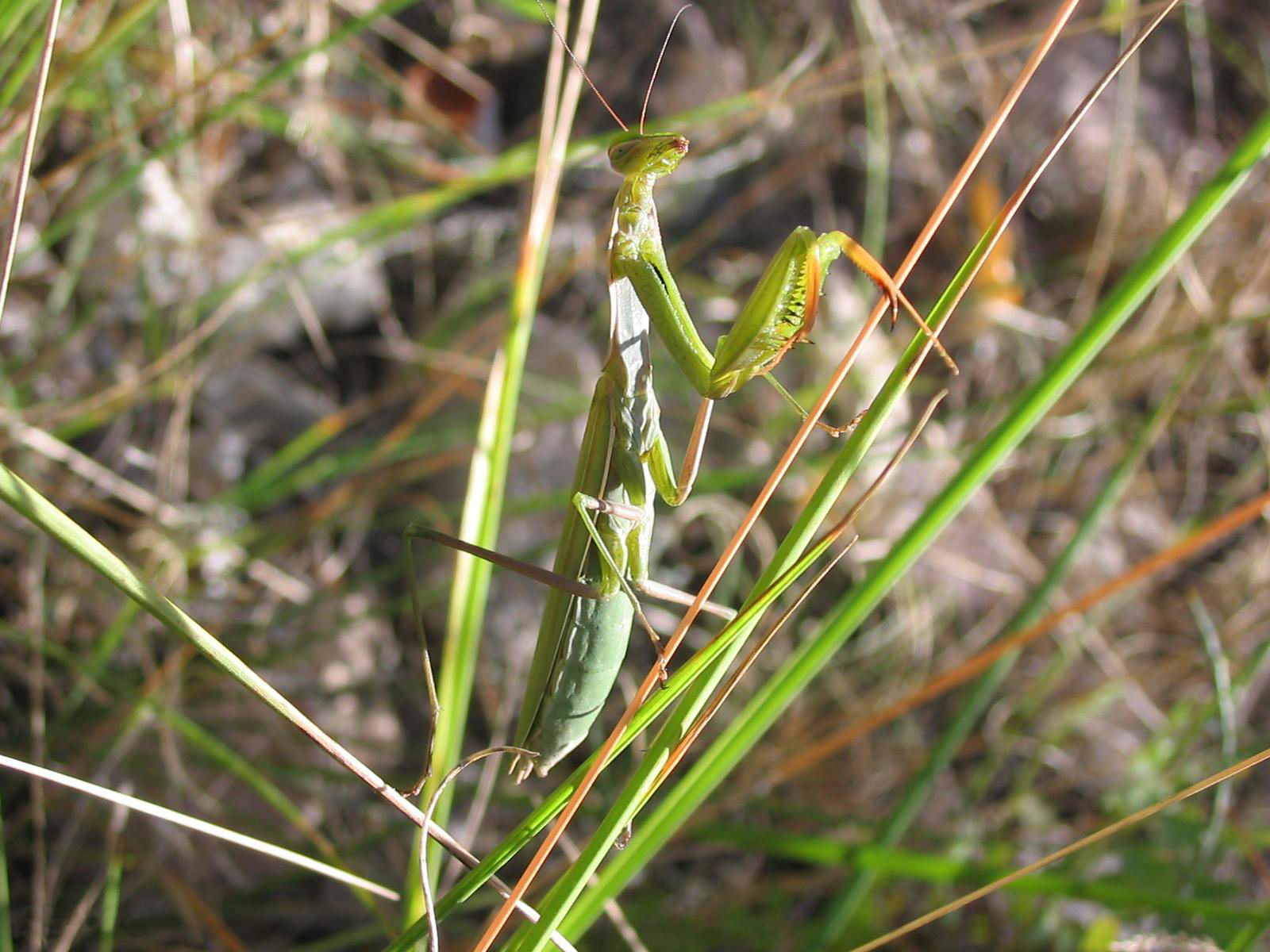
La actitud se suma a la coloración, para que la mantis pase desapercibida a los ojos de sus presas.

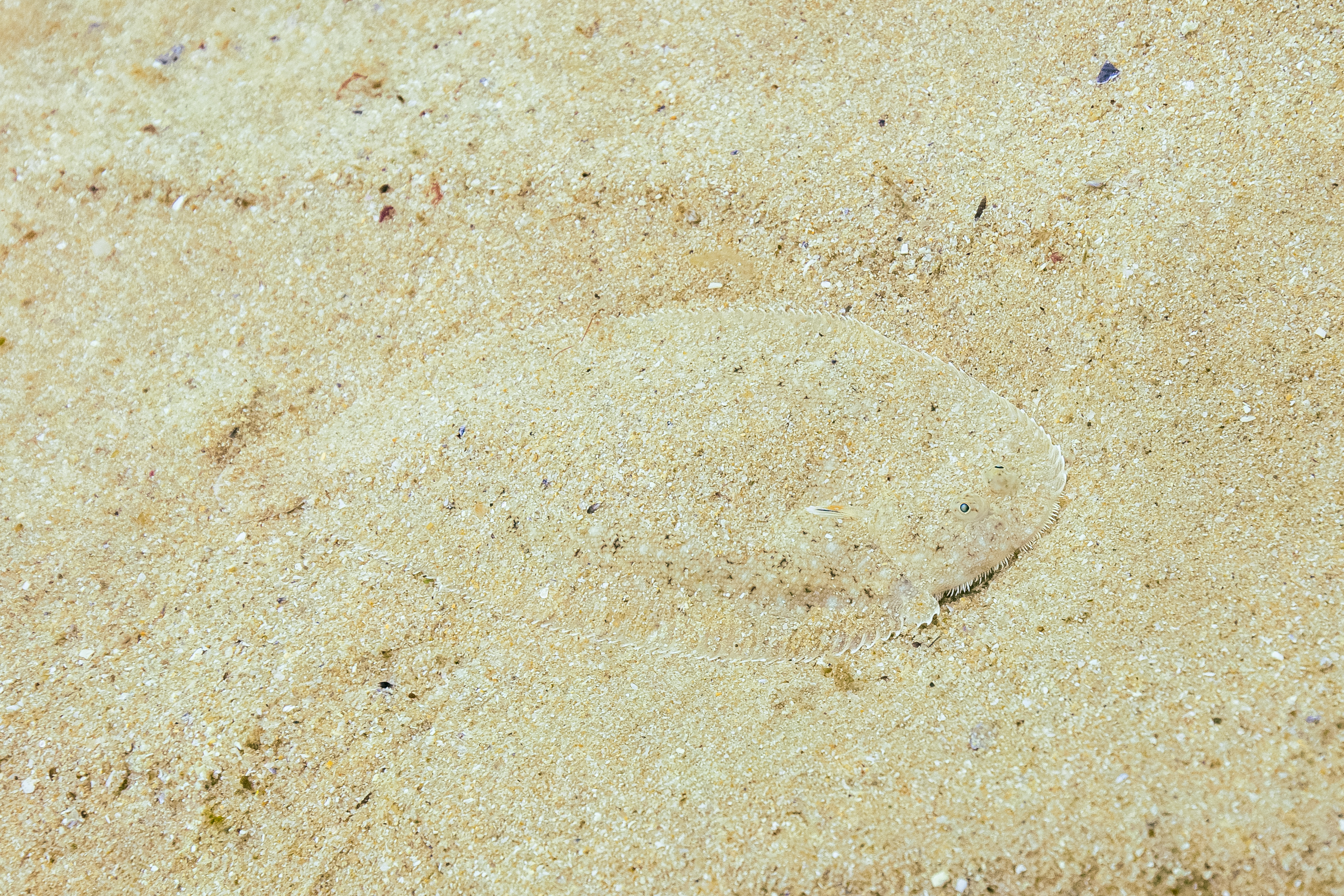
Lenguado común (Solea solea) camuflado en la arena.

Cripsis es un fenómeno por el que un organismo presenta características que lo hacen pasar inadvertido a los sentidos de otros animales. El fenómeno contrario, cuando el animal presenta rasgos que destacan su presencia, se llama aposematismo.
Puede ser cripsis agresiva o cripsis. Los métodos incluyen camuflaje, nocturnalidad, vida subterránea y mimetismo batesiano. La cripsis puede ser visual, olfatoria o auditoria.
La palabra cripsis proviene del griego κρυπτος cryptos, 'oculto', que encontramos en criptografía, el arte o ciencia de cifrar y descifrar la información. Cripsis significa ocultar. Es usada a veces como equivalente a camuflaje, aunque en biología se usa con un sentido algo más amplio. Los métodos de cripsis incluyen, además del camuflaje, el mimetismo, la nocturnalidad, la vida subterránea y el mimetismo batesiano.

## Inmovilidad y movimiento
La forma más sencilla de lograr la ocultación ante los depredadores es mantenerse inmóvil, y tratar de no respirar, y muchos animales reaccionan deteniendo todo movimiento cuando detectan una presencia potencialmente peligrosa. La mayoría de los animales cuentan con un sistema de procesamiento visual que resalta las pequeñas diferencias temporales en su campo visual. En muchos grupos, como los anfibios y los reptiles, la presa no puede ser reconocida si no se mueve, y ésta es la principal razón para que en cautividad se les tenga que alimentar con presas vivas.
Algunos animales han desarrollado la capacidad de moverse de manera que su cuerpo pueda ser percibido como otra cosa, por ejemplo una rama oscilando con el viento, o en cualquier caso de manera que el depredador no los reconozca como presas potenciales.

## Coloración
La forma más sencilla de ocultación visual es la que se logra mediante la homocromía (igual color) con el medio circundante. El color puede ser fijo, adaptado a un ambiente constante, o cambiante, adaptado a los cambios estacionales o a cambios rápidos propios de un ambiente heterogéneo. El primer caso lo ilustra la liebre ártica, parda en verano y blanca en invierno, cuando todo el terreno está nevado. El ejemplo clásico del segundo caso lo ofrecen los camaleones o las sepias, que cambian rápidamente de color a medida que se desplazan en su medio. Muchas especies presentan en esto polimorfismo, de manera que los individuos que crecen en un ambiente pueden presentar distinto color que los que lo hacen a unos cientos de metros, en un ambiente distinto por su color.
Un fenómeno específico de homocromía es el que se observa en animales que son más oscuros del lado por el que reciben la luz. Muchos mamíferos presentan un vientre de color más claro que el dorso. El mismo caso se observa en muchos o la mayoría de los peces pelágicos.
En muchos casos no se imita solo el color general sino la textura visual. Es el caso de animales bentónicos, como los lenguados entre los peces o las sepias entre los cefalópodos. En algunos casos puede hablarse de un genuino mimetismo, cuando el diseño reproduce con detalle, por ejemplo, un fondo pedregoso.

## Patrones

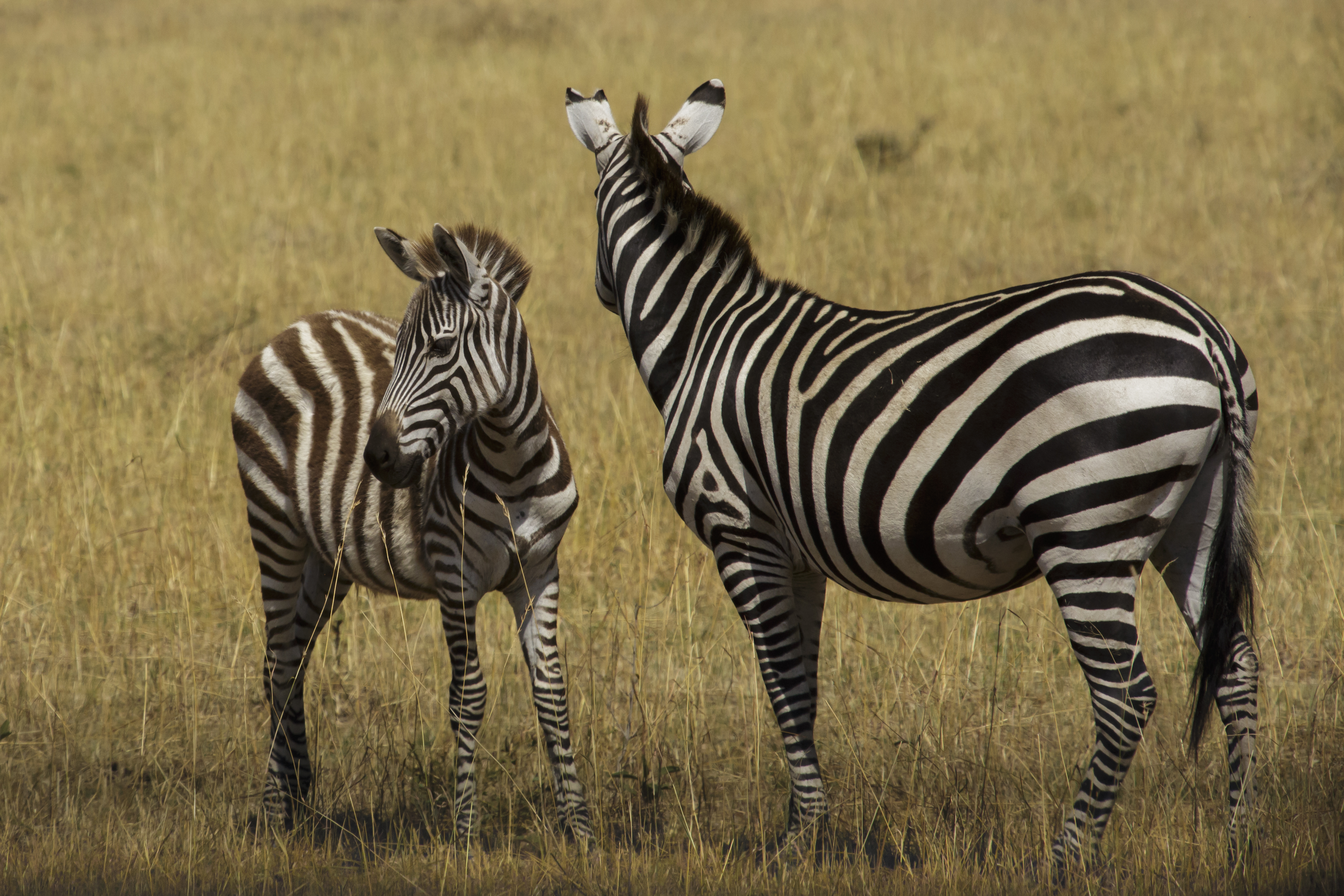
Pareja de cebras en la reserva natural nacional de Masai Mara, en Kenia.

La superficie de muchos animales presenta pautas o patrones más o menos periódicos (repetitivos) que hacen más difícil la percepción de su silueta por sus depredadores o por sus presas. Las cebras y los tigres son ejemplos destacados, pero el mismo sentido tienen todos los casos de manchas o rayas que se encuentran en los mamíferos. A menudo solo las formas juveniles, más vulnerables, presentan este tipo de camuflaje; es el caso de los jabatos (jabalíes jóvenes) o los leones cachorros. Muchos de los animales que cambian de color son capaces a la vez de modificar el patrón de su capa, como ocurre en sepias o camaleones.
Este mismo fenómeno lo podemos observar en plantas, tales como los Lithops, los cuales presentan una adaptación evolutiva, que les permite presentar patrones, formas y/o colores que les permiten aparentan ser piedras y/o pasar desapercibidos en un entorno rocoso.

## Cripsis no visual
Los primates y seres humanos, basamos nuestra percepción del entorno sobre todo en el sentido visual. Por eso la mayor parte de los ejemplos de cripsis que se suelen mencionar, así como de mimetismo o aposematismo, tienen que ver con la imagen del animal. Existen sin embargo casos de cripsis auditivos u olfativos,la tinta de los calamares no solo los oculta visualmente, sino que contiene sustancias que engañan al sentido del olfato de los peces. Algunas mariposas nocturnas emiten sonidos ultrasónicos que confunden al oído de los murciélagos, cuando intentan detectarlas por el eco (ecolocalización) de los chillidos que ellos mismos emiten.
Un ejemplo de cripsis olfatoria se da en el pez Oxymonacanthus longirostris que adopta el olor del coral Acropora del cual se alimenta.